# Georg Kinsky
Georg Kinsky (Marienwerder, 29 settembre 1882 – Berlino, 7 aprile 1951) è stato un musicologo tedesco.
È stato uno dei più importanti catalogatori di strumenti musicali e manoscritti del suo tempo, e il compilatore principale Das Werk Beethoven (1955), il catalogo tematico di serie della musica di Beethoven.

## Biografia
Kinsky ha iniziato la sua carriera come commerciante di libri di antiquariato, e nel 1908 diviene assistente di Albert Kopfermann al Preussische Staatsbibliothek di Berlino. 
Dal 1909 al 1927 è stato curatore e direttore del Heyer Musikhistorisches Museum a Colonia e dal 1921 fino al 1932, è stato docente presso l'Istituto di Musicologia dell'Università di Colonia insegnando organologia.
Ha curato un catalogo tematico e bibliografico delle opere di Ludwig van Beethoven che, nel completamento dal suo collega Hans Halm, è stato pubblicato postumo nel 1955. Il catalogo "Kinsky/Halm" è attualmente il catalogo principale delle opere di Beethoven.
Georg Kinsky ha inoltre curato le edizioni moderne delle opere di Bach, Beethoven e Paganini.